# Ceraeochrysa berlandi
Ceraeochrysa berlandi is een insect uit de familie van de gaasvliegen (Chrysopidae), die tot de orde netvleugeligen (Neuroptera) behoort. 
Ceraeochrysa berlandi is voor het eerst wetenschappelijk beschreven door Navás in 1924.